# Cheux
Cheux est une ancienne commune française, située dans le département du Calvados en région Normandie, peuplée de 1 525 habitants. Ses habitants s'appellent les Celtiens.
Le 1er janvier 2017, les communes de Bretteville-l'Orgueilleuse, Brouay, Cheux, Le Mesnil-Patry, Putot-en-Bessin et Sainte-Croix-Grand-Tonne fusionnent pour créer la commune nouvelle de Thue et Mue.

## Géographie
Le village est situé aux sources de la Mue, à 8 kilomètres au nord d'Évrecy et 12 kilomètres à l'ouest de Caen.

## Toponymie
Le nom de la localité est attesté sous les formes Cheus en 1024 (ch. de Saint-Wandrille); Ceusium en 1066 (ch. de Saint-Étienne de Caen); Ceus en 1049 - 1058 - 1082 (ch. de Saint-Étienne de Caen); Sceus en 1120 (ch. de Saint-Étienne de Caen); Ceux en 1174 (ch. de Saint-Étienne de Caen); Chaeus en 1198 (magni rotuli, p. 79); Cheus en 1296; Cheuseyum en 1368 (magni rotuli, p. 79); Cheulx en 1540 (magni rotuli, p. 79),.
L'étymologie de ce nom de lieu est obscure. Albert Dauzat a rapproché Cheux de Chéu (Yonne) mentionné plus précocement sous la forme Cadugius en 680, cependant il ne tranche pas sur une éventuelle homonymie de toponyme et préfère finalement poser un hypothétique *Cetusium (fundum), sur *Cetius nom de personne gallo-romain, formé à partir du gaulois *ceto- « bois » (d'un plus ancien *caito-). En réalité, Cetius, nom de personne gaulois, semble bien attesté, tout comme Cettus et Cetus.

## Histoire
La baronnie de Cheux a été donnée à l'autorité de l'abbaye aux Hommes par Guillaume le Conquérant en échange du droit d'organiser un marché hebdomadaire et une foire annuelle accordé par Robert Courteheuse.
Cheux fut libérée le 26 juin 1944, après des combats acharnés entre le 2e bataillon des Glasgow Highlanders et des grenadiers SS.

## Politique et administration
| Période                                  | Période          | Identité         | Étiquette | Qualité        |
| ---------------------------------------- | ---------------- | ---------------- | --------- | -------------- |
| Les données manquantes sont à compléter. |                  |                  |           |                |
| 1981                                     | juin 1995        | Jean Lescalier   |           |                |
| juin 1995                                | mars 2008        | Odile Le Foll    |           |                |
| mars 2008                                | mars 2014        | Jacques Quenault |           |                |
| mars 2014                                | 31 décembre 2016 | Michel Lafont    |           | Agroéconomiste |

| Période      | Période   | Identité      | Étiquette | Qualité               |
| ------------ | --------- | ------------- | --------- | --------------------- |
| janvier 2017 | mars 2020 | Marie Théault |           | Conseillère familiale |

## Démographie
L'évolution du nombre d'habitants est connue à travers les recensements de la population effectués dans la commune depuis 1793. À partir du 1er janvier 2009, les populations légales des communes sont publiées annuellement dans le cadre d'un recensement qui repose désormais sur une collecte d'information annuelle, concernant successivement tous les territoires communaux au cours d'une période de cinq ans. 
Pour les communes de moins de 10 000 habitants, une enquête de recensement portant sur toute la population est réalisée tous les cinq ans, les populations légales des années intermédiaires étant quant à elles estimées par interpolation ou extrapolation. Pour la commune, le premier recensement exhaustif entrant dans le cadre du nouveau dispositif a été réalisé en 2007,.
En 2021, la commune comptait 1 525 habitants, en évolution de +11,72 % par rapport à 2015 (Calvados : +1,58 %, France hors Mayotte : +2,49 %).
| 1793  | 1800  | 1806  | 1821  | 1831  | 1836 | 1841 | 1846 | 1851 |
| ----- | ----- | ----- | ----- | ----- | ---- | ---- | ---- | ---- |
| 1 027 | 1 072 | 1 044 | 1 075 | 1 009 | 986  | 959  | 913  | 921  |

| 1856 | 1861 | 1866 | 1872 | 1876 | 1881 | 1886 | 1891 | 1896 |
| ---- | ---- | ---- | ---- | ---- | ---- | ---- | ---- | ---- |
| 917  | 952  | 945  | 919  | 922  | 832  | 710  | 714  | 700  |

| 1901 | 1906 | 1911 | 1921 | 1926 | 1931 | 1936 | 1946 | 1954 |
| ---- | ---- | ---- | ---- | ---- | ---- | ---- | ---- | ---- |
| 651  | 601  | 589  | 507  | 511  | 504  | 502  | 466  | 467  |

| 1962 | 1968 | 1975 | 1982 | 1990 | 1999  | 2007  | 2012  | 2017  |
| ---- | ---- | ---- | ---- | ---- | ----- | ----- | ----- | ----- |
| 502  | 523  | 643  | 816  | 864  | 1 085 | 1 260 | 1 277 | 1 379 |

| 2019  | - | - | - | - | - | - | - | - |
| ----- | - | - | - | - | - | - | - | - |
| 1 406 | - | - | - | - | - | - | - | - |

## Lieux et monuments
- Église Saint-Vigor, des XIIe, XIIIe et XIXe siècles, restaurée après la Seconde Guerre mondiale. L'édifice est classé au titre des monuments historiques par arrêté du 30 juillet 1910[12].
- Manoir du XVe siècle[13].

## Personnalités liées à la commune
- Yves Jacob (né en 1942), écrivain, a résidé à Cheux[14],[15].
- Jean Collet des Costils, dénommé parfois Collet-Descostils, né à Cheux (Calvados) le 19 janvier 1740 et mort à Yvetot-Bocage le 9 avril 1827, est un homme politique et judiciaire de la Manche. Bonapartiste, il est le premier et éphémère préfet du Calvados, nommé par l'Empereur préfet du Calvados le 11 ventôse an VIII (2 mars 1800). Il est le père du chimiste Hippolyte-Victor Collet-Descotils[16].

## Héraldique
| Blason de Cheux | Blason  | Sept épis de blés tigés et empoignés.            |
| Blason de Cheux | Détails | Le statut officiel du blason reste à déterminer. |